# Johan Smit (musicus)
Johan Cornelis Smit (Utrecht, 23 mei 1862 – Brussel, 24 mei 1932) was een Nederlands violist en muziekpedagoog.
Hij was zoon van grutter Johannes Smit en Catharina Werner.
Zijn eerste opleiding verkreeg hij van Schermer/Schirmer (violist stedelijk orkest), die hem na enige lessen doorzond naar Herman Jacob Dahmen (dirigent/violist stedelijk orkest). Op voorspraak van Joseph Joachim en met financiële steun van de Nederlandse Toonkunstenaars Vereniging en de particulier Susanna Elisabeth Reiger-Fisler (door Richard Hol op deze muzikant gewezen en donatrice van de NTV) kon hij gaan studeren bij Jan George Mulder aan het Conservatorium van Den Haag. Nadat hij op zestienjarige leeftijd daar af- en uitgestudeerd was, trok hij naar Parijs om acht maanden privéles te nemen bij Hubert Léonard Die studie bracht hem naar Oostende, alwaar hij  twaalf jaar lang violist en concertmeester van het orkest van de Kursaal in Oostende was. Hij speelde ook in Parijs (1880) met Louis Coenen en Gérard Hekking) en Essen (1881). Nog geen twintig jaar trok hij met Dyna Beumer en Conrad Behrens door Denemarken.  Hij trok vervolgens naar Berlijn om er violist en concertmeester en violist te worden in het orkest van Benjamin Bilse (1882-1885). Dit werd opgevolgd door een uitgebreide concertreis door Frankrijk. Volgende halte in zijn loopbaan was Brussel waar hij opviel tijdens concerten in de Koninklijke Muntschouwburg en Cercle Artistique. Dit leidde tot een concert in het Gents Conservatorium en dit leidde vrijwel direct tot de benoeming tot professor hoogste vioolklassen (professor du cours supérieur de violon) aan dat instituut. Het is dan 1890; hij zou er later ook professor altviool worden. Sinds 1907 woonde hij in Brussel terwijl hij in Gent les bleef geven. Hij concerteerde aan diverse hoven, zoals dat van Emma van Waldeck-Pyrmont en het Russische hof in Sint Petersburg.
In 1894 werd hij in Frankrijk onderscheiden met een benoeming tot Officier d’Académie. In 1900 werd hij benoemd tot ridder in de Leopoldsorde.  